# Castello di Dachau
Il castello di Dachau (in tedesco Schloss Dachau) si trova nell'omonimo comune del circondario di Dachau nella Baviera, Germania. Il complesso barocco del castello è stato edificato in epoca medievale e successivamente modificato in varie occasioni, nel XVI, nel XVIII e nel XIX secolo.

## Storia

Il castello di Dachau e il suo parco in una stampa del 1726

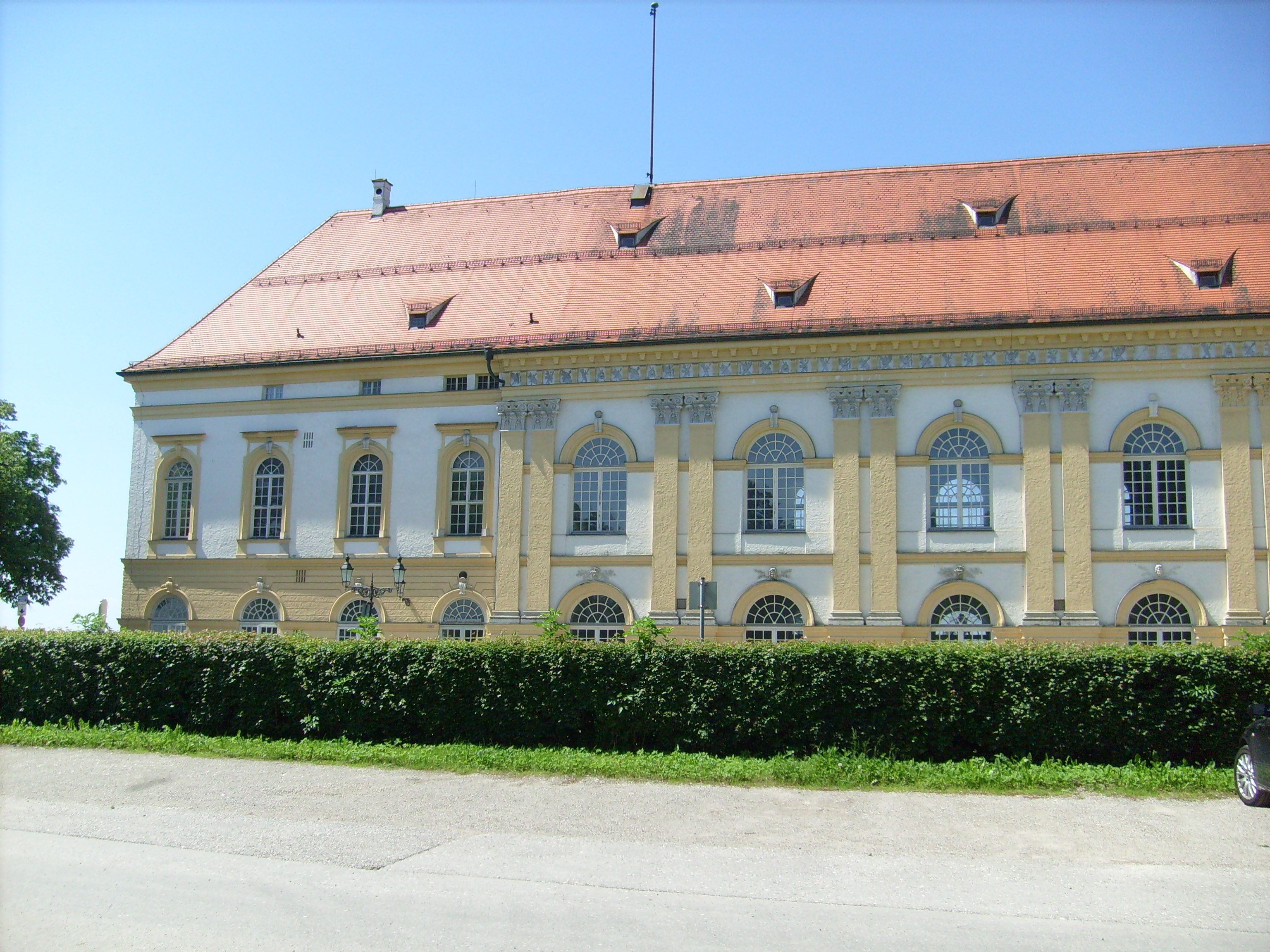
Parte della facciata anteriore

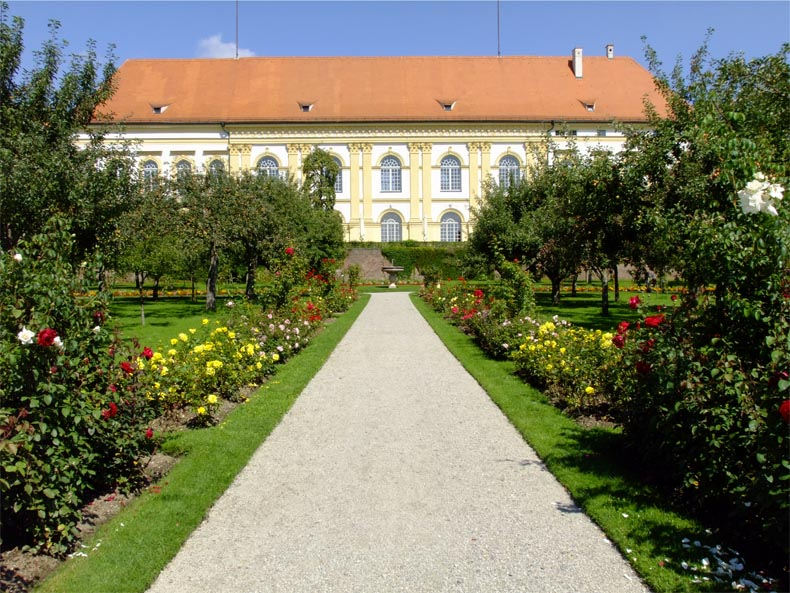
facciata posteriore con giardino

Sul sito era presente già un castello in epoca alto medievale appartenente ai conti di Dachau e nel XVI secolo la cittadina divenne la residenza di campagna preferita della corte di Monaco. Sotto i duchi Guglielmo IV e Alberto V di Baviera l'edificio fu ampliato nel 1546 fino a diventare un imponente complesso rinascimentale con quattro ali. L'ala del parco del castello venne destinata ad ospitare la sala da ballo. Oltre due secoli più tardi, tra il 1715 e il 1717, il principe elettore Massimiliano II Emanuele di Baviera fece ristrutturare l'edificio affidandone il progetto a Joseph Effner che seguì lo stile barocco del periodo. All'inizio del XIX secolo furono demoliti tre quarti del complesso del palazzo e rimase solo l'ala barocca della sala. In quest'occasione venne salvato il famoso soffitto ligneo rinascimentale dell'intagliatore Hans Wisreutter e con questo anche il dipinto a grisaglia di Hans Thonauer. Il soffitto venne trasferito temporaneamente al Museo Nazionale Bavarese e riportato nella sua collocazione originaria solo nel 1977. Dal 1905 ospitò l'allora Heimatmuseum, successivamente museo regionale di Dachau, e dal 1908 il palazzo venne utilizzato per le mostre dell'associazione degli artisti di Dachau. A partire dal 1578 intanto fu creato un giardino secondo lo stile rinascimentale progettato dall'architetto e pittore italiano Federico Sustris.

## Descrizione
Il castello si trova a Dachau, comune della Baviera, in Germania. Si presenta come un grande edificio barocco che si sviluppa su due piani con un alto tetto, che è l'ala rimasta dopo le demolizioni del XIX secolo. Negli interni di grande interesse è la sala banchetti originale col soffitto a cassettoni rinascimentale, realizzato tra il 1564 e il 1566 dall'artista monacense Hans Wisreutter. È una delle creazioni più importanti del suo genere nella Germania meridionale. Vi si conservano gli stemmi dei fondatori della casata Wittelsbach incastonati nel soffitto riccamente decorato. Altro punto importante degli interni è la scalinata progettata da Joseph Effner. Il parco o giardino di corte ha una grande estensione. Creato a partire dal 1572 vi si conservano ancora tre padiglioni dell'epoca coi vecchi muri del giardino, un pergolato di tigli di quasi 280 anni, un frutteto e un piccolo boschetto.